# Пруссия (герцогство)
Ге́рцогство Пру́ссия (нем. Herzogtum Preußen, лат. Ducatus Prussiae; пол. Prusy Książęce; лит. Prūsijos kunigaikštystė) — немецкое лютеранское герцогство, созданное в 1525 году из прусских владений Тевтонского ордена.

## История
Последний великий магистр Тевтонского ордена Альбрехт Бранденбургский под влиянием идей Реформации Мартина Лютера пожелал стать светским правителем. 8 апреля 1525 года он подписал в Кракове мирный договор с Польским королевством, а 10 апреля принёс вассальную присягу королю Польши Сигизмунду как герцог Пруссии (1525—1568). После этого он выехал в прусскую столицу Кёнигсберг и там 6 июля одним из первых немецких князей объявил себя сторонником Реформации Лютера. Герцогство Пруссия стало лютеранским по вероисповеданию.
В герцогстве Пруссия установилась династия Гогенцоллернов, к которой принадлежал Альбрехт I. Его преемник Альбрехт II Фридрих (1568—1618) страдал слабоумием и поэтому Польша в 1577 году назначила собственных администраторов герцогства, которыми с 1603 года были курфюрсты Бранденбурга. После смерти Альбрехта II Фридриха в 1618 году курфюрсты Бранденбурга, которые тоже принадлежали к династии Гогенцоллернов, унаследовали титул прусских герцогов, однако Пруссия по-прежнему считалась вассалом Речи Посполитой.
Лишь в 1657 году, воспользовавшись тяжёлым положением Польши в войнах со Швецией, Русским царством и запорожскими казаками, Бранденбург добился подписания Велявско-Быдгощского трактата с Польшей, по которому герцогство Пруссия становилось независимым и примыкало к Бранденбургу. В 1701 году с провозглашением Королевства Пруссия состоялось окончательное объединение Пруссии и Бранденбурга.

## Администрация
Высшим органом власти в герцогстве был совет оберратов ( Oberratsstube), состоящий из ландгофмейстера, обер-бурграфа, обер-маршала и канцлера. В обязанности ландгофмейстера входил сбор налогов и надзор за военной палатой (Kriegskammer). В ведении обер-бурграфа находились доменные земли. Обер-маршал управлял двором монарха и замещал ландгофмейстера в его отсутствие. В ведении канцлера находился суд, а также школьная и церковная политика.